# Anna Karamazoff
Anna Karamazoff (russisk: Анна Карамазофф) er en sovjetisk spillefilm fra 1991 af Rustam Khamdamov.

## Medvirkende
- Jeanne Moreau
- Jelena Solovej
- Natalja Leble som Natasja
- Viktor Sibiljov